# Santa Luċija, Malta
Santa Luċija är en ort och kommun i republiken Malta. Den ligger på ön Malta, 4 kilometer söder om huvudstaden Valletta.

## Sport
- Santa Luċija FC – maltesisk fotbollsklubb.[2]
- Grawund ta Santa Luċija – fotbollsarena i Santa Luċija. Den är hemmaarena för Santa Luċija FC.[3]